# Океански и морски течения
Океански течения (или морски течения) се наричат настъпателни движения на водните маси в Световния океан, които обхващат значителни територии и се придвижват на големи разстояния. Предизвикват се от гравитационни, приливообразуващи сили и преди всичко от силата на триенето на ветровете по океанската повърхност. На океанските течения влияят и силата на триенето на водните частици (намалява скоростта им), и отклоняващата сила на земното въртене (променя посоката им), която се изразява с удвоеното произведение на ъгловата скорост на въртенето на Земята, скоростта на движението на водните частици и синусът на географската ширина – т. нар. Кориолисова сила. За разлика от теченията на реките, океанските и морски течения се движат с по-малка скорост (обикновено от 1 – 3 km/h). В някои случаи обаче тази скороост е много по-голяма (Мозамбикско течение 4 – 6 km/h, Гълфстрийм 5 – 9 km/h).

## Видове океански и морски течения
- В зависимост от температурата на водата океанските течения се делят на: топли и студени.
- В зависимост от продължителността им океанските течения се делят на: постоянни, периодични и епизодични.
- В зависимост от местоположението си океанските течения се делят на: повърхностни и дълбочинни.
- В зависимост от произхода си океанските течения се делят на: ветрови (дрейфови), отточни, конпенсационни (ротационни), конвективни, приливно-отливни, циклонални и антициклонални.[1]

освен хоризонтални течения в океаните и моретата се наблюдават и вертикални течения. Водата на топлите течения има температура по-висока от температурата на околната вода, а на студените – по-ниска температура от тази на околната вода. океанските и морските течения влияят и върху температурния режим на прилежащия въздушен слой.С това те оказват силно влияние върху климата на близката суша. известно е влиянието на топлото течение Гълфстрийм върху климата на Европа, на студеното Канарско течение върху климата на Северозападна Африка, студеното Бенгелско течение върху климата на Югозападна Африка и др.
Най-важната причина за зараждането на океанските и морските течения са постоянните ветрове. Постоянният вятър вследствие на триенето постепенно увлича и част от повърхностния слой на водата в посоката, в която духа. След време течението се засилва, като се развива както в ширина, така и в дълбочина. Най-напред те се движат в посока на постоянните ветрове, но вследствие въртенето на Земята в Северното полукълбо те се отклоняват надясно, а в Южното полукълбо – наляво от своята първоначална посока. Поради това тези ветрови течения се наричат още дрейфови.
Друг вид течения са отточните. Те се зараждат от натрупването на големи количества вода на определено място. Това става при вливането на големи реки (Амазонка, Конго), при стопяването на голямо количество лед, при падането на много валежи и др.
Компенсационните (ротационни) течения се зараждат в онези места на океаните и моретата, където под влияние на една или друга причина се създават разлики във височината на водното ниво. В Мексиканския залив съществува компенсационното Юкатанско течение, което компенсира водите, изтекли с Гълфстрийм. Такива са още екваториалните противотечения в атлантическия и Тихия океан.
Конвективните течения възникват поради разликата в плътността на океанската и морската вода. Те се пораждат там, където по-плътна повърхностна вода се стреми да се спусне в дълбочина, а по-лека вода – да се издигна на повърхността. Конвектимните движения се развиват и в хоризонтална посока. Тези течения имат огромно значение за термичния режим, за разпределението на солите и газовете в океанската и морската вода и особено за развитието на животинския и растителния свят.

## Списък на океанските и морски течения
Списъкът съдържа 81 броя океанските и морски течения и противотечения (в т.ч. 10 течения са общи за два океан). За всяко от тях е отразено дали е топло или студено, посоката му и неговото местоположение. Противотеченията не са повърхностни течения, а подводни, обратни на основните течения.

### Атлантически океан
- Азорско течение – топло, юг – север, между Азорските острови и Европа.
- Анголско течение – топло, север – юг, западния бряг на Южна Африка.
- Антилско течение – топло, изток-югоизток – запад-северозапад, североизточно от Антилските острови.
- Бенгелско течение – студено, юг – север, югозападния бряг на Африка.
- Бразилско течение – топло, север-североизток – юг-югозапад, източния бряг на Бразилия.
- Гвианско течение – топло, югоизток – северозапад, северен бряг на Южна Америка.
- Гвинейско течение – топло, изток – запад, северното крайбрежие на Гвинейския залив.
- Гълфстрийм – топло, югозапад – североизток, северозападната и северната част на Атлантическия океан.
- Екваториално противотечение (подводно) – топло, запад – изток, от Южна Америка до Африка.
- Западноветрово течение – студено, запад – изток, в южната част на Атлантическия океан (и в Тихия и Индийския океан).
- Западногренландско течение – топло, юг – север, югозападния бряг на Гренландия (и в Северния ледовит океан).
- Западношпицбергенско течение – топло, юг – север, западния бряг на арх. Шпицберген (и в Северния ледовит океан).
- Източногренландско течение – студено, север – юг, източен бряг на Гренландия (и в Северния ледовит океан).
- Източноисландско течение – студено, север – юг, източен бряг на Исландия (и в Северния ледовит океан).
- Ирмингер – топло, югоизток – северозапад и изток – запад, южния бряг на Исландия.
- Канарско течение – студено, север – юг, западния бряг на Северна Африка.
- Лабрадорско течение – студено, север – юг, източния бряг на п-ов Лабрадор (и в Северния ледовит океан).
- Ломоносов (противотечение, подводно) – студено, запад – изток, в екваториалната част на Атлантическия океан.
- Норвежко течение – топло, юг – север, западните брегове на Скандинавския полуостров (и в Северния ледовит океан).
- Португалско течение – студено, север – юг, западния бряг на Пиренейския полуостров.
- Северноатлантическо противотечение (подводно) – топло, югозапад – североизток, северната част на Атлантическия океан.
- Северноатлантическо течение – топло, югозапад – североизток, северната част на Атлантическия океан.
- Севернобразилско течение – студено, югоизток – северозапад, североизточния бряг на Бразилия.
- Северноекваториално (Севернопасатно) течение – топло, изток – запад, от Африка до Южна Америка.
- Течение на Иглен нос – студено, запад – изток, южно от Африка (и в Индийския океан).
- Течение на нос Хорн – студено, запад – изток, между Южна Америка и Антарктида, в протока Дрейк (и в Тихия океан).
- Течение Уедъл – студено, по часовниковата стрелка, в море Уедъл.
- Флоридско течение – топло, запад – изток и югозапад – североизток, между п-ов Флорида и остров Куба и източния бряг на п-ов Флорида.
- Фолкландско течение – студено, юг-югозапад – север-североизток, югоизточен бряг на Южна Америка.
- Южноатлантическо течение – студено, запад – изток, южната част на Атлантическия океан.
- Южноекваториално (Южнопасатно) течение – топло, изток – запад, от Африка до Южна Америка.
- Юкатанско течение – топло, югоизток – северозапад, между п-ов Юкатан и остров Куба.

Най-големите океански течения са свързани с постоянно духащите пасатни ветрове. Тези постоянни ветрове (на север от екватора – североизточни, а на на юг – югоизточни), които духат със скорост от 30 – 40 km/h, причиняват както в Северното, така и в Южното полукълбо мощни течения от изток на запад и това са т.нар. пасатни течения. Северното и Южното пасатни течения се наблюдават най-добре в Атлантическия и Тихия океан.
В Атлантическия океан се наблюдават и двете течения. Южнопасатното течение започва от Гвинейския залив, при срещата си с най-издадената част на Южна Америка се разделя на два клона. По-слабият клон наречен Бразилско течение се насочва на юг покрай бреговете на Южна Америка. Между 40° и 50° ю.ш. взема източно направление и се слива с Течението на западните ветрове, от което близо до брега на Южна Африка се насочва на север студеното Бенгелско течение. Близо до екватора последното се слива с Южнопасатното течение, което затваря кръга на океанските течения в южната част на Атлантическия океан. По-мощният клон на Южнопасатното течение се насочва на северозапад покрай Гвианското крайбрежие под името Гвианско течение. Това течение, след като се слее с част от Севернопасатното течение, образува мощен поток, широк около 500 km, който се влива в Карибско море. Оттам, след като премине през Мексиканския залив и теснината между полуостров Флорида и остров Куба, течението се насочва на североизток под името Гълфстрийм. Първоначално течението Гълфстрийм минава покрай източните брегове на Северна Америка, но след това под влияние на на въртенето на Земята се отклонява на североизток, протича северозападно от Британските острови, след това покрай бреговете на Скандинавския полуостров и накрая навлиза в Северния ледовит океан. Близо до полуостров Флорида течението е широко около 72 km, на дълбочина достига до 700 m и се движи със скорост 216 km на денонощие. На североизток течението постепенно се разширява, а скоростта му намалява. На около 35° с.ш. част от водите на Гълфдтрийм се насочват на изток към Азорските острови (Азорско течение), а след това на югоизток – към Канарските острови. Това течение, наречено Канарско или още Североафриканско, е студено. По-нататък то се слива със Севернопасатното течение и образува затворен кръг от океанските течения в северния тропичен район на Атлантическия океан. Вътре в кръга между тези течения са се натрупали огромни количества водорасли. Това е Саргасово море (4 млн. km²).

### Тихи океан
- Алеутско течение – топло, запад – изток, южни брегове на Алеутските острови.
- Аляско (Аляскинско) течение – топло, югоизток – северозапад, западен бряг на Канада и южен бряг на Аляска.
- Дейвидсън (противотечение, подводно) – топло, юг – север, западен бряг на САЩ.
- Екваториално противотечение (подводно) – студено, запад – изток, от остров Нова Гвинея до Южна Америка.
- Западноветрово течение – студено, запад – изток, в южната част на Тихия океан (и в Атлантическия и Индийския океан).
- Източноавстралийско течение – топло, север – юг, източен бряг на Австралия.
- Източнокорейско течение – топло, юг – север, югоизточен и източен бряг на Корея.
- Индонезийски течения – топли, във всички посоки, в Малайския архипелаг (и в Индийския океан).
- Калифорнийско течение – студено, север – юг и северозапад – югоизток, западен бряг на САЩ и Мексико.
- Камчатско течение – студено, север-североизток – юг-югозапад, източен бряг на п-ов Чукотка и п-ов Камчатка.
- Кромуел (Екваториално противотечение, подводно) – топло, запад – изток.
- Куросио – топло, югозапад – североизток, югоизточни и източни брегове на Япония.
- Минданао – студено, север – юг, източен бряг на остров Минданао.
- Минданао (противотечение, подводно) – топло, юг – север, източен бряг на остров Минданао.
- Оясио (Курилско) течение – студено, североизток – югозапад, източни брегове на п-ов Камчатка и Курилските острови.
- Перуанско (Хумболтово) течение – студено, юг – север и югоизток – северозапад, западен бряг на Южна Америка.
- Северноекваториално (Севернопасатно) течение – топло, запад – изток, от Южна Америка до Филипинските острови.
- Севернокорейско течение – студено, север – юг, източни брегове на Приморския край на Русия и Корея.
- Севернотихоокеанско течение – топло, запад – изток, от Япония до Северна Америка.
- Субтропично противотечение (подводно) – студено, запад – изток, северно от Хавайските острови.
- Тасманийско противотечение (подводно) – студено, юг – север, югоизточен бряг на Австралия и източен бряг на остров Тасмания.
- Тасманийско течение – топло, север – юг, югоизточен бряг на Австралия и източен бряг на остров Тасмания.
- Течение на нос Хорн – студено, запад – изток, между Южна Америка и Антарктида, в протока Дрейк (и в Атлантическия океан).
- Течение Рос – студено, по часовниковата стрелка, в море Рос
- Южноекваториално (Южнопасатно) течение – топло, изток – запад, от Южна Юмерика до Нова Гвинея и Австралия.

В Тихия океан също се наблюдава Севернопасатно и Южнопасатно течение. Севернопасатното течение в Тихия океан има дължина около 14 000 km, а ширина – няколкостотин километра. На юг се наблюдава Южнопасатното течение, разположено успоредно на екватора. Двете течения носят вода от западните брегове на Южна и Северна Америка към бреговете на Нова Гвинея и Австралия и към южната част на Филипинските острови. Това са ветрови или дрейфуващи течения. Понеже и двете течения в Тихия океан отнасят на запад огромни количества вода от крайбрежието на Северна и Южна Америка, затова към местата с понижено равнище на океанската вода се насочват нови водни маси – от север покрай Калифорнийския бряг (Калифорнийското течение) и от юг покрай бреговете на Южна Америка (Перуанското или Хумболтово течение). Калифорнийското и Перуанското течения спадат към компенсационните течения и тъй като носят вода от по-големи географски ширини към екватора те са студени течения.
Севернопасатното течение при Филипинските острови се разделя на два клона: северен и южен. Северният клон под влияние на въртенето на Земята постепенно се отклонява на североизток, докато в района на Японските острови добива вече източна посока. Това е известното течение Куросио (Синя вода). Към бреговете на Северна Америка течението Куросио се разделя на два клона – северен, който се нарича Алеутско течение и южен – известен под името Калифорнийско течение (студено), което се слива със Севернопасатното течение. По такъв начин в северната част на Тихия океан се създава един затворен кръг от океански течения. Водата от южният клон на Севернопасатното течение при Филипинските острови потъва в дълбочина и заедно с водата от северния клон на Южнопасатното течения образува подводното екваториално противотечение.
Същата картина се наблюдава и на юг от екватора. От бреговете на Нова Гвинея и Австралия по-голямата част от водите на Южнопасатното течение се насочват на юг, като образуват Източноавстралийското течение. Южно от Нова Зеландия то се влива в Течението на западните ветрове, което от своя страна се съединява със студеното Перуанско течение. Близо до екватора студеното Перуанско течение се слива с Южнопасатното течение, така че и в южната част на Тихия океан се образува затворен кръг от океански течения.

### Индийски океан
- Агуляс – топло, североизток – югозапад, югоизточен бряг на Африка.
- Арабско течение – топло, югоизток – северозапад през зимата, северозапад – югоизток през лятото, югозападен бряг на п-ов Индостан.
- Екваториално противотечение – студено, запад – изток, от остров Африка до Малайския архипелаг.
- Западноветрово течение – студено, запад – изток, в южната част на индийския океан (и в Атлантическия и Тихия океан).
- Западноавстралийско течение – студено, юг – север, западен бряг на Австралия.
- Източномадагаскарско течение – топло, север – юг, източен бряг на остров Мадагаскар.
- Индонезийски течения – топли, във всички посоки, в Малайския архипелаг (и вТихия океан).
- Кергеленско течение – студено, юг – север, източно от архипелага Кергелен.
- Льоувен – топло, север – юг и северозапад – югоизток, югозападен и южен бряг на Австралия.
- Мадагаскарско течение – топло, север – юг, източен бряг на остров Мадагаскар.
- Мозамбикско течение – топло, север – юг, между Африка и остров Мадагаскар.
- Северномадагаскарско течение – топло, изток – запад, северен бряг на остров Мадагаскар.
- Сомалийско течение – студено, североизток – югозапад, източен бряг на Африка.
- Течение на Иглен нос – студено, запад – изток, южно от Африка (и в Атлантическия океан).
- Югозападномадагаскарско течение – студено, югоизток – северозапад, югозападен бряг на остров Мадагаскар.
- Южноекваториално (Южнопасатно) течение – топло, изток – запад, от Австралия до Африка.

За разлика от Тихия и Атлантическия океан в Индийския океан е развит само южния кръг на океанската циркулация. Южнопасатното течение минава между 10° ю.ш. ш зоната но Южната тропична окръжност, като се движи от изток на запад. Достигайки бреговете на остров Мадагаскар, течението се разделя на три клона (два на юг и един на север). Единият от двата южни клона заобикаля от север остров Мадагаскар като образува мощното Мозамбикско течение, което около 45 – 50° ю.ш. се насочва на изток, съединява се с Източномадагаскарското течение (един от двата южни клона на Южнопасатното течение) и двете заедно се сливат с Течението на западните ветрове в Индийския океан. След като наближи бреговете на Австралия, течението се насочва на север и под името Западноавстралийско се слива с Южнопасатното течение. Водата от северния клон на Южнопасатното течение завива на север, а след това на изток и сливайки се със студеното Сомалийско течение образува Екваториалното противотечение, което се наблюдава само през зимата в Северното полукълбо, а през лятото отсъства. В северната половина на Индийския океан във връзка със сезонната смяна на мусоните се сменя и посоката на теченията. През зимата океанските течения са с посока изток – запад, а през лятото, от запад на изток.

### Северен ледовит океан
- Бафиново течение – студено, северозапад – югоизток, източен бряг на остров Бафинова земя.
- Бофортово течение – студено, обратно на часовниковата стрелка, северно от аляска, Канадския арктичен архипелаг и Гренландия.
- Западногренландско течение – топло, юг – север, югозападния бряг на Гренландия (и в Атлантическия океан).
- Западношпицбергенско течение – топло, юг – север, западния бряг на арх. Шпицберген (и в атлантическия океан).
- Източногренландско течение – студено, север – юг, източен бряг на Гренландия (и в Атлантическия океан).
- Източноисландско течение – студено, север – юг, източен бряг на Исландия (и в Атлантическия океан).
- Лабрадорско течение – студено, север – юг, източния бряг на п-ов Лабрадор (и в Атлантическия океан).
- Норвежко течение – топло, юг – север, западните брегове на Скандинавския полуостров (и в атлантическия океан).
- Северноисландско течение – топло, изток – запад, северен бряг на Исландия.
- Трансарктическо течение – студено, обратно на часовниковата стрелка, северно от Азия.

В Северния ледовит океан под влияние на Гълфстрийм и на пресните води на сибирските и североамериканските реки се натрупват големи количества вода, като се получава повишение на океанското равнище. Тези води образуват два големи кръговрата движещи се обратно на часовниковата стрелка. Единият кръговрат е развит северно от Европа и Азия, като водите на Гълфстриим се насочват на изток в Баренцово море, стигайки района на остров Врангел завиват на север, северозапад и запад, минават през района на Северния полюс и завиват на югозапад. Голяма част от тези води се насочва на юг покрай бреговете на Гренландия и образува студеното Източногренландско течение, а малка част – на югоизток, образувайки Източноисландското течение, водите на което отново се включват в този кръговрат. Вторият голям кръговрат е развит северно от Аляска, Канадския арктичен архипелаг и Гренландия, водата в който също се движи обратно на часовниковата стрелка.